# Včelovití
Včelovití (Apidae) čeleď blanokřídlého hmyzu. Její příslušníci využívají jako zdroje potravy především nektar a pyl z květů, a to i pro své larvy. Čeleď zahrnuje asi 15 tisíc druhů samotářského i sociálního hmyzu, přičemž většina druhů je samotářských. Někteří včelovití jsou sociální parazité či kleptoparazité, vstupují do hnízd jiných sociálních včel a zde buď převezmou roli královny hostitelské kolonie, nebo kladou vajíčka do hostitelových buněk a larvy vychovávají hostitelské dělnice. Známé včely medonosné a čmeláci patří do podčeledi Apinae, která zahrnuje jen asi 1000 druhů.

## Evoluce
První zástupci této hmyzí skupiny se objevují nejpozději na počátku pozdní křídy, asi před 100 miliony let. To dokazují zejména nálezy v barmském jantaru, staré zhruba 99 milionů let (věk cenoman).

## Stavba těla
Včelovití jsou spíše menším až malým hmyzem. Hlava je velmi pohyblivá, hypognátní, ústní ústrojí směřuje dolů a poněkud dozadu a je lízacího typu. Na hlavě je umístěný pár velkých složených očí a na temeni ještě tři jednoduchá očka (ocelli). Tykadla jsou složená z článků a u některých druhů se liší podle pohlaví. Hruď se skládá z malé předohrudi, středohrudi a zadohrudi, která u dospělých jedinců splývá s původně prvním článkem zadečku, předsunutým kroužkem. Nese dva páry blanitých křídel s redukovanou žilnatinou, první pár je větší než druhý. Při letu jsou přední a zadní pár spojené háčky a pohybují se současně. Včelovití mají tři páry dobře vyvinutých kráčivých nohou, které někdy nesou specializované orgány, například pylové košíčky či hřebínky. Zadeček je od hrudi (přesněji řečeno od předsunutého kroužku) oddělený úzkou stopkou. Na konci zadečku je u samic umístěno kladélko modifikované do žihadla.
Larvy včelovitých jsou beznohé a připomínají červy.

## Biologie
I když mnoho dospělých blanokřídlých se živí nektarem a pylem, larvy většiny druhů požírají jiný hmyz. U včelovitých je ale nektar a pyl zdrojem potravy i pro larvy. Proto se u nich vyvinula mateřská péče. Tu zajišťují pouze samice, u sociálních druhů jsou to specializované neplodné dělnice.

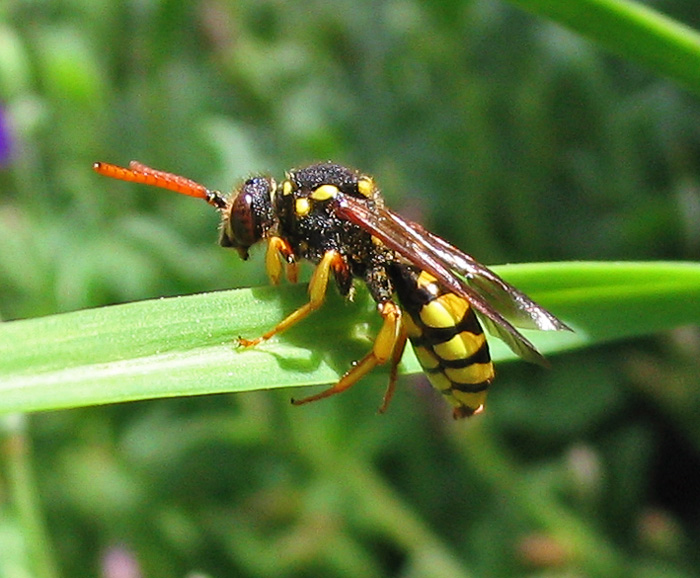
Nomáda (Nomada succinta)

## Zástupci
Parazitické druhy
- nomáda (Nomada)
- krátkorožka (Ammobates)
- slídiletka (Biastes)
- smutilka (Melecta)

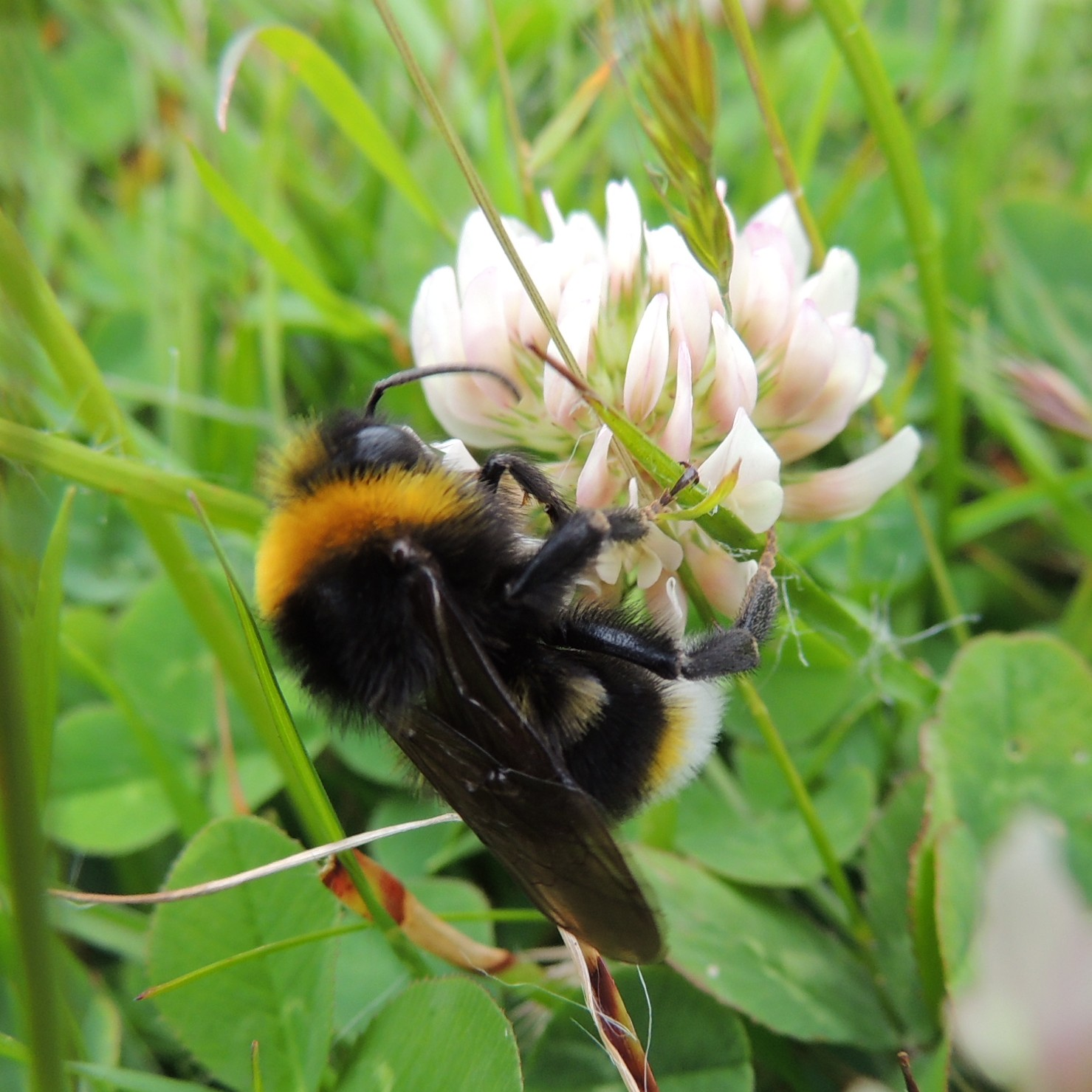
Pačmelák panenský (Bombus vestalis)

- pačmelák (Bombus, dříve Psithyrus)
- zdobenka (Epeoloides)
- zdobnice (Epeolus spp.)

Neparazitické druhy
- čmelák (Bombus)
- drvodělka (Xylocopa)
- kyjorožka (Ceratina)

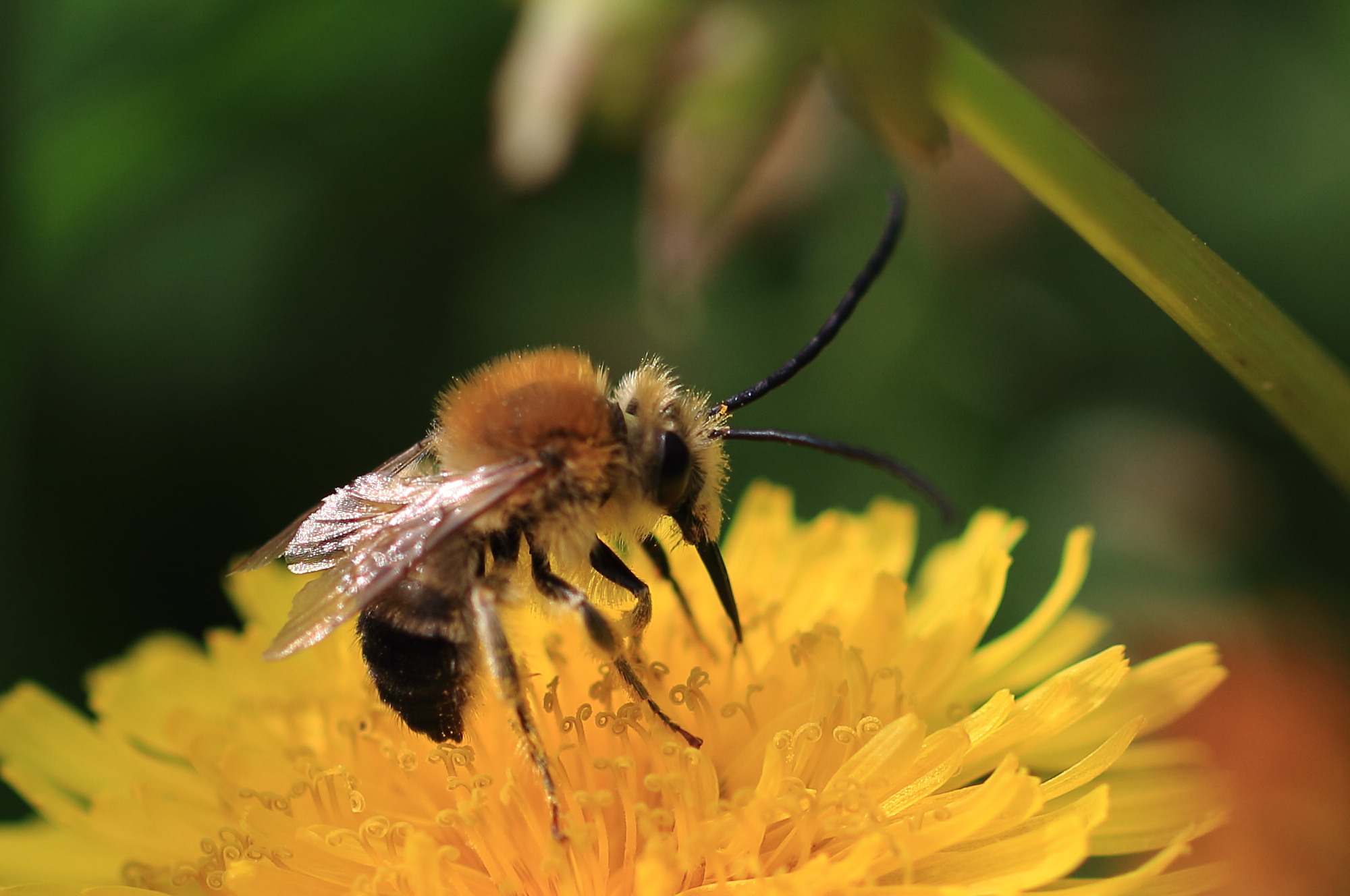
Stepnice (Eucera nigrescens)

- pelonoska (rody Anthophora a Amegilla), např. pelonoska hluchavková
- stepnice (rod Eucera a další)
- včela (Apis)